# Brahmanda-purana
El Brahmanda-purana es uno de los 18 Puranas (textos sagrados hinduistas) principales.
- brahmāṇḍapurāṇa, en el sistema AITS (alfabeto internacional para la transliteración del sánscrito).
- ब्रह्माण्डपुराण, en escritura devanagari del sánscrito.
- Pronunciación: /bramánda purána/ o /brajmánda puraaná/.[1]
- Etimología: ‘las historias del huevo de Brahmā’, siendo brahmá: ‘expansión’, el dios Brahmá de varias cabezas; aṇḍa: ‘huevo, testículo’, purāṇa: ‘historia antigua, leyenda’.[1]

En las listas arbitrarias de 18 mukhia-puranas se lo considera el número 18.
Antes contenía el Adhiatma Ramaiana.
El Brahmanda-purana obtiene su nombre del brahmanda (‘el huevo de [el dios] Brahmā’).
En el comienzo había un huevo de oro y el prapancha (el universo con sus actividades) se formó a partir de él.
En porciones del Adhiatma Ramaiana, hay referencias a Radha y Krishná y la encarnación de Parashúrama.
Este libro contiene 12.000 versos y se considera el mejor regalo para un bráhmana.

## Contenido
La edición del Brahmanda-purana de la Venkateshvara Press (de Bombay) consiste en dos partes, de las cuales la primera está subdividida en cuatro partes (igual que el Vaiú-purana):
Prakriya, Anushanga, Upodghata and Upasamhara.
El contenido de estos cuatro es casi el mismo que las partes equivalentes en el Vaiú-purana.
La segunda parte se llama generalmente «Lalitopakhyana» (la narración de Lalita) y describe la adoración de la diosa Lalita (encarnación de Lakshmí) de acuerdo con los ritos tántricos.
Las secciones principales de este Purana incluyen:
- Una descripción detallada del mito de la creación del universo, y una discusión acerca de las unidades largas de tiempo (kalpa y iugá).
- Aspectos de la geografía de la India (subcontinente indio y los Himalayas) y del resto del mundo (que los hinduistas creían que consistía en continentes concéntricos) Jambudvīpa, Anudvipa, Ketumāla, etc.
- Descripción de ciertas dinastías como Bhárata, Prithú, Deva, Rishi y Agní.
- El Adhiatma-ramaiana con siete partes.
- Describe los vedangas, describe el adi kalpa (el primer eón, siendo el actual el séptimo).